# 974 Lioba
Lioba (asteroide 974) é um asteroide da cintura principal com um diâmetro de 18,39 quilómetros, a 2,249579 UA. Possui uma excentricidade de 0,111811 e um período orbital de 1 472,25 dias (4,03 anos).
Lioba tem uma velocidade orbital média de 18,71521538 km/s e uma inclinação de 5,46304º.
Esse asteroide foi descoberto em 18 de Março de 1922 por Karl Reinmuth.